# 七姐妹巖

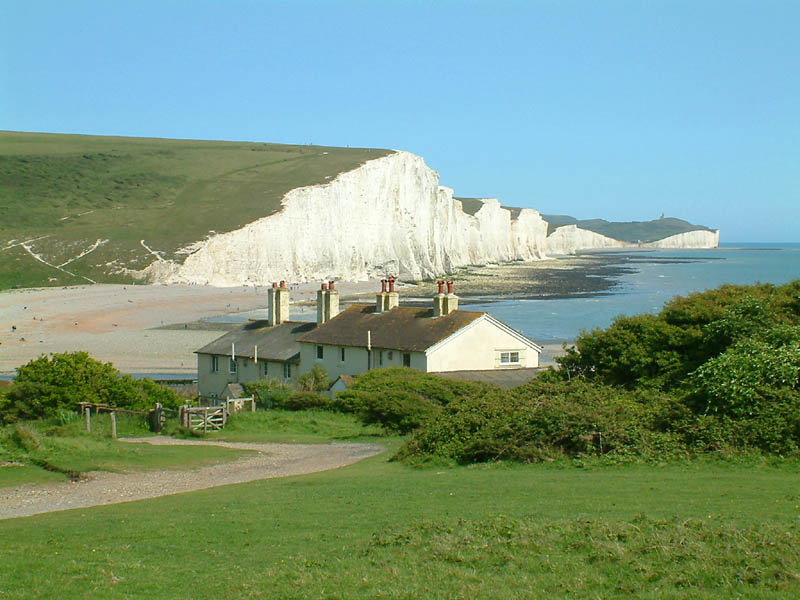
七姐妹巖

七姐妹巖（英語：Seven Sisters）是一座位於英國南唐斯國家公園的斷崖海岸線，有七座主要的白堊斷崖相連，緊臨英吉利海峽，故名為“七姐妹”。
七姐妹巖位於英國南部東薩塞克斯郡的沿岸城市布萊頓與伊斯特本之間，綿延起伏數公里。從西到東，順序以Cuckmere Haven以東。峭壁山峰和它們之間的傾角個別的名字命名。下面列出的斜體字是指山峰名稱。
- Haven Brow[譯名請求]
- Short Bottom
- Short Brow
- Limekiln Bottom
- Rough Brow
- Rough Bottom
- Brass Point
- Gap Bottom
- Flagstaff Point
- Flagstaff Bottom
- Flat Hill
- Flathill Bottom
- Baily's Hill
- Michel Dean
- Went Hill Brow

在2009年夏天，懸崖風景照片被選為微軟作業系統Windows 7官方桌面壁紙的一部分。